# Conditions sur l'énergie
En relativité générale, les conditions sur l'énergie sont un ensemble de conditions susceptibles de contribuer à la description de la matière qui peut exister dans l'Univers, ou plus généralement dans tout espace-temps étudié. En pratique, ces conditions sont exprimées par des inégalités précisant l'objet mathématique qui décrit le comportement de la matière, le tenseur énergie-impulsion.
Certaines propriétés de l'espace-temps sont en effet déterminées par certaines des caractéristiques de la matière qui l'emplit. En particulier, des théorèmes généraux sur l'évolution d'un espace-temps, comme les théorèmes sur les singularités de Stephen Hawking et Roger Penrose, font usage des conditions sur l'énergie.

## Définition
- La condition faible sur l'énergie correspond à l'hypothèse que la densité d'énergie mesurée par un observateur quelconque est positive (ou nulle), et supérieure ou égale à la pression mesurée dans n'importe quelle direction. Cette condition est faible, car elle n'est pas contraignante, la quasi-totalité des formes de matière physiquement réaliste y obéit.
- De la précédente condition, on distingue parfois la condition d'énergie de genre lumière, ou seule la seconde inégalité est prise en compte.
- La condition dominante sur l'énergie correspond à la condition faible, à laquelle s'ajoute l'hypothèse que la pression est inférieure à la densité d'énergie. Cette condition n'est a priori pas contraignante, car, pour des raisons de causalité, l'on s'attend à ce que la pression soit effectivement inférieure à la densité d'énergie.
- La condition forte sur l'énergie, plus contraignante, stipule que la densité d'énergie ajoutée à trois fois la pression est positive. Cette condition est vérifée pour toute matière à pression positive, mais pas pour d'autres formes de matière comme un champ scalaire, pour laquelle la pression peut être opposée à la densité d'énergie. Dans un tel cas, la condition forte sur l'énergie n'est pas vérifiée.

Il existe d'autres conditions, portant cette fois non pas sur le tenseur énergie impulsion, mais sur le tenseur de Ricci. Ces conditions apparaissent notamment dans l'étude de l'équation de Raychaudhuri, et sont appelées conditions de convergence, car elles déterminent la tendance que peut avoir une congruence de courbes à converger ou diverger dans une région de l'espace. Le tenseur de Ricci et le tenseur d'énergie impulsion étant liés l'un à l'autre par les équations de la relativité générale (les équations d'Einstein), ces conditions font parfois double emploi avec les conditions sur l'énergie. Cependant, dans l'hypothèse où l'on considère une situation où les équations d'Einstein ne sont pas valides (par exemple, dans le cadre d'une extension de la relativité générale, comme une théorie tenseur-scalaire), il est utile de distinguer les conditions de convergence des conditions sur l'énergie.